# Kirk Schulz
Kirk Herman Schulz (Portsmouth, 1963. május 11. –) amerikai oktató, a Kansasi Állami Egyetem tizenharmadik rektora, 2016 júniusa és 2025 áprilisa között a Washingtoni Állami Egyetem vezetője.
Schulz 1963. május 11-én született a Virginia állambeli Portsmouth-ban, gyerekkorát pedig Norfolkban töltötte. Herman 1981-ben érettségizett a Norfolki Katolikus Gimnáziumban, majd három évig az Old Dominion Egyetemre járt. Schulz 1984-től a Virginia Tech falai között végezte tanulmányait, ahol 1986-ban vegyészmérnöki BSc-diplomát, 1991-ben pedig doktori fokozatot szerzett.
Kirk felesége Noel Schulz, a Kansasi Állami Egyetem Mérnöki Főiskolájának egykori kutatási- és mesterképzési dékánja, illetve villamosmérnöki- és mérnökinformatikus oktatója. A házaspárnak két fia (Tim és Andrew) van.

## Munkássága
Schulz karrierje az Észak-dakotai Egyetemen kezdődött, ahol vegyészprofesszor volt. A férfi 1995-ben a Michigani Technológiai Egyetem adjunktusa, 1998-ban pedig docense lett; ugyanezen évben a vegyészmérnöki tanszék vezetőjévé választották.
Kirk 2001-ben a Mississippi Állami Egyetem Dave C. Swalm Vegyészmérnöki Iskola Earnest W. Deavenport Jr. által szponzorált igazgatói posztját töltötte be; 2005-ben a James Worth Bagley Mérnöki Főiskola dékánjává választották, ahol első vezető volt azóta, hogy támogatásaik miatt a poszt Earnest W. és Mary Ann Deavenport Jr. nevét viseli. A férfit 2007-ben a Kutatási és Gazdaságfejlesztési Osztály ideiglenes vezetőjévé jelölték ki, a rákövetkező évben pedig állandó jelleggel töltötte be a posztot.
2009. február 11-én a Kansasi Egyetemrendszer igazgatótanácsa bejelentette, hogy Kirk Schulzot a Kansasi Állami Egyetem tizenharmadik rektorává választották. 2016. március 25-én a Washingtoni Állami Egyetem igazgatótanácsa a WSU tizenegyedik rektorává jelölte ki, mely pozíciót 2016 júniusában foglalta el. 2021-től a pullmani campusért Elizabeth S. Chilton kancellár felel, Schulzot pedig a stratégiai vízió kialakításával bízták meg. Az egyetem hírnevének csökkenése és adósságainak növekedése miatt a 2024–25-ös tanévben lemondott.
Schulz az ABET Mérnök-akkreditációs Bizottság (Engineering Accreditation Commission, AEC), továbbá az AIChE és az ASEE tagja. Herman 2007-től az Amerikai Tudományfejlesztési Egyesület (American Association for the Advancement of Science, AAAS), illetve az Amerikai Mérnökoktatási Társaság (American Society for Engineering Education, ASEE) szervezeteknek is tagja.

## Fordítás
Ez a szócikk részben vagy egészben  a   Kirk Schulz című angol Wikipédia-szócikk ezen változatának fordításán alapul.  Az eredeti cikk szerkesztőit annak laptörténete sorolja fel. Ez a jelzés csupán a megfogalmazás eredetét és a szerzői jogokat jelzi, nem szolgál a cikkben szereplő információk forrásmegjelöléseként.